# 10184 Galvani
A 10184 Galvani (ideiglenes jelöléssel 1996 HC19) a Naprendszer kisbolygóövében található aszteroida. Eric Walter Elst fedezte fel.
Nevét Luigi Galvani (1737 – 1798) olasz fiziológus után kapta.